# Кудашев, Ефим Борисович
Ефим Борисович Кудашев (род. 1935, Ленинград) — советский и российский учёный и педагог. Доктор технических наук (2003). В 1998—2016 годы — доцент, профессор мехмата МГУ. Профессор кафедры вычислительной механики, ведущий научный сотрудник Института космических исследований РАН.
Создал новое научное направление: метрология случайных полей давления и аэрогидродинамических шумов турбулентных потоков.

## Биография
Родился 18 сентября 1935 года в Ленинграде в семье Бориса Мельцина и Лии Сур. Окончил школу (ныне лицей) № 82. В 1959 году — Ленинградский государственный электротехнический университет. С 1969 года кандидат наук.
Автор  средств  измерений и методов градуировок, разработчик функциональных методов исследований в гидродинамической акустике.
Докторскую диссертацию защитил по теме «Турбулентные пульсации давления в гидродинамической акустике: Методы измерений и результаты экспериментов».
В 2013 году избран академиком Российской инженерной академии.
На счету Кудашева более 180 научных работ и публикаций.

## Личная жизнь
С 1987 года состоит в браке с Наталией Каленовой. Есть сын Евгений. Проживает в Москве.